# Cor Pot
Cornelius Gert Aldrik Pot známý jako Cor Pot (* 8. června 1951, Haag, Nizozemsko) je bývalý nizozemský fotbalista a současný fotbalový trenér. Do roku 2013 vedl nizozemskou reprezentaci U21.

## Klubová kariéra
Přehled:
- 1969/72:  Sparta Rotterdam
- 1972/73:  MVV Maastricht
- 1973/75:  HFC Haarlem
- 1975/81:  SBV Excelsior
- 1981:  FC Vlaardingen
- 1981/82:  BVV Barendrecht
- 1982/83:  XerxesDZB

## Trenérská kariéra
Dvakrát trénoval nizozemskou fotbalovou reprezentaci do 21 let (Jong Oranje). Na Mistrovství Evropy hráčů do 21 let 2013 v Izraeli ji dovedl do semifinále, kde vypadla s Itálií po prohře 0:1. Po šampionátu jej v červenci 2013 ve funkci trenéra nizozemské U21 vystřídal Albert Stuivenberg.
Trenérská kariéra v přehledu:
- 1983 - 1984  SBV Excelsior (asistent)
- 1984 - 1985  Feyenoord (asistent)
- 1985 - 1987  Feyenoord (mládež)
- 1988 - 1989  VV Wilhelmus
- 1989 - 1990  RBC Roosendaal (hlavní trenér)
- 1990 - 1992  NAC Breda (hlavní trenér)
- 1992 - 1994  SBV Excelsior (hlavní trenér)
- 1994 - 1995  Al Masry (hlavní trenér)
- 1995 - 1997  SC Telstar (asistent)
- 2000 - 2001  Dynamo Dresden (technický ředitel)
- 2001 - 2006  nizozemské mládežnické reprezentace
  - 2003 - 2004  Nizozemsko U21 (hlavní trenér)
- 2006 - 2009  Zenit Petrohrad (asistent)
- 2009 - 2013  Nizozemsko U21 (hlavní trenér)